# Elsa Franconi-Poretti
Elsa Franconi-Poretti (* 25. August 1895 in Lugano; † 16. Juni 1995 ebenda; heimatberechtigt in Lugano und Cureglia) war eine Schweizer Politikerin (FDP), Journalistin und Dramatikerin. Sie sass 1971 bis 1975 im Tessiner Grossrat und war 1971 dessen Präsidentin.

## Ausbildung und Beruf
Bis 1924 arbeitete Franconi-Poretti als Primarlehrerin in Lugano. Im selben Jahr heiratete sie den Architekten Giuseppe Franconi und zog mit ihrem Mann nach Südfrankreich, wo sie bis 1955 für den Corriere del Ticino und das RSI arbeitete.
Franconi-Poretti schrieb ausserdem einige Theaterstücke.

## Politik
Nach ihrer Rückkehr betätigte sich Franconi-Poretti politisch, insbesondere für das Frauenstimmrecht. 1957 gründete sie die freisinnige Frauengruppe Lugano, die sie ab der Gründung bis 1978 präsidierte.
Nach der Einführung des Frauenwahlrechts im Tessin 1969, wurde Franconi-Poretti 1971 als eine der ersten Frauen in den Tessiner Grossrat gewählt. Sie wurde im gleichen Jahr Präsidentin des Parlaments.

## Auszeichnungen
- Chevalier des Arts et des Lettres, 1978.[1][2]